# Богданівка (Березівський район)
Богдані́вка — село Андрієво-Іванівської сільської громади у Березівському районі Одеської області, Україна. Населення становить 288 осіб.

## Історія
Під час організованого радянською владою Голодомору 1932—1933 років помер щонайменше 1 житель села.

## Населення
Згідно з переписом УРСР 1989 року чисельність наявного населення села становила 294 особи, з яких 133 чоловіки та 161 жінка.
За переписом населення України 2001 року в селі мешкало 288 осіб.

### Мова
Розподіл населення за рідною мовою за даними перепису 2001 року:
| Мова       | Відсоток |
| ---------- | -------- |
| українська | 89,24 %  |
| російська  | 8,68 %   |
| румунська  | 1,39 %   |
| гагаузька  | 0,69 %   |

## Відомі люди
- Хрусталенко Микола Олександрович (1906-1984) — український живописець.